# 吳瑞爐
吳瑞爐（1928年10月8日—1950年11月29日），中國共產黨黨員，台中州豐原郡大雅人，因為台灣省工作委員會學生工作委員會案被判處死刑，1950年11月29日槍決於台北馬場町 。

## 生平
吳瑞爐，1928年生，台中州豐原郡大雅員林村人，省立師範學院理化專修科畢業。
1946年中共指派蔡孝乾潛回臺灣，發展臺灣省工作委員會組織，1947年華東局派遣的徐懋德化名李絜（外省李）來台協助蔡孝乾組織學運，1947年5月陳水木由台北市工作委員會書記廖瑞發介紹加入中國共產黨，1947年8月陳水木與陳炳基、楊廷椅、劉沼光、劉登峰（化名丁某）組成台灣省工作委員會學生工作委員會 （簡稱學工委），1948年2月轉由徐懋德領導學工委。
1947年學工委成立之初，陳水木即兼任師範學院支部書記，在校發展組織，隨著二二八事件之後台共組織快速擴大，許多學生受到影響思想左傾，1948年9月吳瑞爐受陳水木吸收加入中國共產黨，並於1948年11月加入台灣師範學院支部 。
吳瑞爐在師院時領導鄭澤雄、林榮輝、張金丙小組，期間吸收陳東璧加入，1949年7月吳瑞爐畢業，組織交陳金目領導，離開師院後吳瑞爐到台南縣立斗南中學擔任教員。1950年1月陳水木將因為畢業、退學、逃亡而散返中南部的學生黨員加以組織，分別在新竹、台中、嘉義；台南、高雄成立支部，與原學工委任務不同轉變為地方工作性質。根據陳水木在保密局供述的：「我的組織關係名單」中，台中支部由曾木樹領導，黨員吳瑞爐、謝培元、陳東璧、林大裕、陳伯欣。
1949年9月台大法學院支部被破獲後，因戴傳李使基隆市工作委員會瓦解，四六事件後台大學生紛紛走避南部。1950年省工委書記蔡孝乾變節供出大批人員名單，導致中國共產黨在台組織瓦解，1950年5月10日李水井與吳思漢被捕，保密局循線逮補25人，並由此25人擴及省工委學工委及各省工委支部，保密局展開全台大搜捕，1950年5月29日吳瑞爐在斗南中學宿舍被台南縣警局扣留，隨著李水井、楊廷椅落網，學工委組織瓦解。
從學工委案的筆錄，各支部負責人與委員的陳述與組織圖詳實，根據台大法學院經濟系學生陳英泰回憶指出當時保密局以輕判作為誘餌獲取線索，李水井在軍法處審訊期間主張全盤托出，張志忠則主張堅守秘密 張志忠認為若全盤托出必遭判死刑，李水井則認為多數領導應可獲得幾個月牢獄的輕判。然四六事件發生之時尚無懲治叛亂條例，此條例已於1949年6月21公告實施。由於當時國共內戰國府兵敗如山倒之際，孤立無援對於島內共諜案並未立即給予判決有觀望之態勢，然而1950年6月韓戰爆發，美援的出現使國府對省工委案開始無所顧忌，依照懲治叛亂條例第二條第一項判處死刑，至此大量涉及省工委的特工密集遭判刑槍決。
1950年11月29日，台灣省保安處宣判吳瑞爐死刑後即刻送台北市馬場町槍決，同時遭槍決者包含學工委案李水井、楊廷椅及相關支部書記陳水木、鄭文峰、王超倫、黃師廉、陳金目、賴裕傳、葉盛吉、鄭澤雄共十一人。
張金丙因自首而獲得自新，保安司令部核發自首證明書外還電令師院准予其復學，畢業後在大同中學任教。

## 平反
2018年10月4日，促轉三字第1075300110B號，正式撤銷受難者林慶雲君等1270人，其中(39)安潔字第 2302 號，有關吳瑞爐共同以非法方法意圖顛覆政府而著手實行之有罪判決暨其刑及沒收之宣告正式撤銷。